# إدي بورنس
إدي بورنس (بالإنجليزية: Eddie Burns)‏ هو لاعب دوري الرغبي أسترالي، ولد في 1917، وتوفي في 30 يونيو 2004.